# Ekonomiåret 1951

## Händelser
- 16 maj - Den lagstadgade semestern i Sverige förlängs från två till tre veckor per år.[1]
- 10 september - Storbritannien inleder en ekonomisk bojkott av Iran, sedan Iran nationaliserat brittiska oljebolag.[2]

## Avlidna
- 3 januari - Gösta Bagge, 68, svensk professor i nationalekonomi och politiker, partiledare för Moderaterna.